# ブラザー・コーン
ブラザー・コーン（英字表記：Bro.KORN、本名：近藤 信秋（こんどう のぶあき）、1955年〈昭和30年〉11月5日 - ）は、日本の男性歌手・テレビタレント。東京都杉並区高円寺出身。血液型はO型。デビュー当初の芸名は近藤 伸明。日本大学文理学部独文学科中退。業界用語を駆使し話すことを特徴とする。

## 来歴
1978年、あのねのね司会による『紅白ものまね歌合戦』（フジテレビ）の新宿中央公園ロケに物まね素人としてTV初出演。その後は清水国明に弟子入りし、藤田亨とコミックデュオ『グループ「あ」』を結成。当時は肥満体だったため『ヤンヤン歌うスタジオ』（東京12チャンネル）ではデブキャラを売りにコントでオチの役回りをしていた。
ラジオ番組「みのもんたの激ラジモンターマン大逆襲」（文化放送）に「関東乙女組」という4人組で、日本大学文理学部独文学科在学中にレギュラー出演していた。その際、ゲストだったツービートのマネージャーから植竹公和らと共にたけし軍団の創設メンバー入りを打診されるも、あのねのね事務所を優先し断ったという。なお、日本大学は7年間在籍、6単位を残し1981年に中退した。
その後、ソロのコミック歌手を経て、1983年に小柳トム（現：Bro.TOM）とソウル音楽デュオ「バブルガム・ブラザーズ」を結成。1991年には『WON'T BE LONG』の大ヒットで『第42回NHK紅白歌合戦』に初出場（HOUND DOGの直前辞退に伴う出場）。同デュオの活動停止期間は「KORN（コーン）」名義とした。
2000年代前半（40歳代後半）、腎臓疾患を患い数年間透析治療を受けていたが、妻の腎臓を移植し復帰。その後、『歌スタ!!』にウタイビトハンターとして出演。ほかにもテレビ番組ではゲストとして出演するが、テンションの高かった以前と比較し随分大人しくなっている。バブルガム・ブラザーズとして『快傑えみちゃんねる』へ出演した際、サプライズで清水国明の相方である原田伸郎の登場し、非常に恐縮していた。
療養復帰後の2006年に芸名表記を「Bro.KONE」に改名。2014年10月1日を以て従来の「Bro.KORN」に戻した。
2012年6月12日、元マネージャーとのトラブルの際、暴力団の名前を出し威圧したとして、暴力行為等処罰法違反の疑いで逮捕、略式起訴された。
2014年11月7日、毎年恒例のバースデーライブを行う。同月11月26日に19年ぶりとなるソロ・アルバムをフォーライフミュージックエンタテイメントよりリリースする。
近年はボウリングに興じている。2022年4月5日・6日開催のJPBA主催プロ資格取得テスト（通称プロテスト）に本名「近藤信秋」として黒田アーサーと共に挑戦するも1次テストで不合格（30ゲーム、トータルピン4823、アベレージ160.76）。当時66歳で受験者の中で最高齢だった。2023年度のテストも受験したいと意欲を見せている。
2022年6月17日・18日開催の第12回HANDA CUP・プロボウリングマスターズにアマチュアとして出場したが予選244位に終わる。同大会にも黒田アーサーが出場。
2023年8月29日、乳がんと診断されたことを公表、一時活動を休止。
その後、2024年3月には復帰ライブを実施して早期発見の大切さを伝える啓蒙活動にも取り組んでいる。
今年、デビュー40周年を迎えたバブルガム・ブラザーズでも、LIVEを中心にさらなる活動を行う。

## 人物
現在の家族構成は、自身が30代のころ結婚した妻（1966年生まれ、愛知県尾張旭市出身）と娘2人。家族は一般人の為氏名は公表していないが、本人は「妻の実家は名鉄瀬戸線の近くで、たまに妻の実家に行くことがある」とローカル番組で発言している。
双子の姉がいるが本人は午前0時を過ぎてから生まれたため、双子でありながら誕生日が一日違いである。
趣味は料理、ボウリング。手話3級の資格を取得している。佐野元春とは中学の同級生である。
かつては喫煙者だったが、2006年以降禁煙している。また、毎日欠かさず大量に飲んでいた酒も現在は量を抑えている。
お笑い芸人アイドルユニット「WEST SIDE」の名付け親である。

## ディスコグラフィー

### シングル
近藤伸明名義
- コレステロックンロール
- 悲しき足音（あのねのねらと「THEねのね80's」メンバーとして参加）

ブラザー・コーン名義
1. It's a MIRACLE CHANCE　(ESDB-3463 / 1994年2月21日)　※PIZZA-LA「705」CMソング
  - c/w　JAFRICAN BEAT/It's a MIRACLE CHANCE（BACKING TRACK）
2. HO!C!YO!!　(ESDB-3581 / 1995年5月21日)
  - c/w　De Ja Vu/HO!C!YO!（BACKING TRACK）
3. オエオエオ!!～LET'S GET TOGETHER～　(ESDB-3796 / 1997年11月6日)
  - c/w　WOMANISH/オエオエオ!!～LET'S GET TOGETHER～（BACKING TRACK）
4. 泣くなよ　(WPD7-10004 / 1999年4月21日)
  - c/w　PARTY NIGHT/泣くなよ（BACKING TRACK）

### アルバム

#### 1st Mini Album『MIRAKLE』
- ESCB-1452（1993年12月1日）

1. SAXY GIRL
2. JAFRICAN BEAT
3. 忘れじのDISCO NIGHT
4. "E"yo
5. It's a MIRACLE CHANCE

#### 2nd Mini Album『DA TOKYO FURYO K-KAKU』
- ESCB-3018（1995年7月21日）

1. HO! C! YO!
2. DA TOKYO FURYO K-KAKU
3. KANI♀
4. 東京錯乱
5. De Ja Vu

#### 3rd Mini Album『オエオエオ!!』
- ESDB-3796（1997年11月6日）

1. オエオエオ !!～LET'S GET TOGETHER～
2. WOMANISH
3. オエオエオ !!～LET'S GET TOGETHER～（BACKING TRACK）

#### 4th Mini Album『Re.KORN』
- FLCF-4481（2014年11月26日）

1. ぎりぎりじゃなくちゃ
2. ex SOUL MATE
3. 永遠のmy girl
4. THE JINSEI
5. ぎりぎりじゃなくちゃ (カラオケ)
6. ex SOUL MATE(カラオケ)
7. 永遠のmy girl(カラオケ)
8. THE JINSEI(カラオケ)

### ベスト・アルバム

#### 魂信｡ ～My Life is in Destiny～
- MHCL-30742～30743(2022年12月9日)

[DISC:1]
1. ～Interlude 1～
2. WON'T BE LONG～Roots～
3. ITSUMO
4. De Ja Vu
5. MORNIN’…feat. Metis
6. SMOKY MAN
7. ～Interlude 2～
8. SOUL BUDDY～マブダチ～（feat．鈴木雅之）
9. THE JINSEI
10. My Life is in Destiny
11. オエオエオ!!～LET'S GET TOGETHER～
12. ハナウド 夏の終わりに咲く花 feat.本間愛花
13. ～Interlude 3～
14. 忘れじのDISCO NIGHT
15. JAFRICAN BEAT
16. 東京JUICE
17. Daddy’s Party Night（懲りないオヤジの応援歌）

[DISC:2] 
1. ～Interlude 4～
2. Torokel Lady
3. WOMANISH
4. SEXY GIRL
5. ぎりぎりじゃなくちゃ
6. JUICY GIRL
7. SOUL大臣
8. ～Interlude 5～
9. 恋の落とし穴 ～ Friday Night Fever ～
10. A.I.O
11. 弩 LUCKY DREAMIN'
12. HARLEM 125
13. It's a MIRACLE CHANCE
14. REMEMBER THE PEARL NIGHT
15. WON'T BE LONG
16. ～Interlude 6～

## 楽曲提供・プロデュース等
- 久保田利伸『GIVE YOU MY LOVE』　作詞のみ担当
- 飯島愛『ナイショDEアイ!アイ!』　デビュー曲。
- 郷ひろみ『ウェット・スルー・ザ・ナイト』
- 中森明菜『眠るより泣きたい夜に』
- 鈴木ヒロミツ『たどりついたら雨ふりだけじゃなかった』
- 藤井フミヤ『真夜中の歩道』
- 猿岩石『オエオエオ!』

## 主な出演

### テレビ番組
- ヤンヤン歌うスタジオ（東京12チャンネル〜テレビ東京系） - 近藤伸明名義で出演。
- 歌スタ!!（日本テレビ）
- キスした?SMAP（ABC製作テレビ朝日系、1995年10月10日 - 1996年9月24日）
- クイズ赤恥青恥（テレビ東京系）
- ものまね王座決定戦（フジテレビ系、1985年秋・1998年春） - 1度目の出場では近藤伸明、2度目の出場ではKORN名義で出演。そして2度目の出場から10年後の2008年4月1日には『爆笑そっくりものまね紅白歌合戦スペシャル』にバブルガム・ブラザーズとしてゲスト出演した。
- とんねるずのみなさんのおかげです（フジテレビ） - SOUL TONNELS（ソウル・トンネルズ） 審査員
- AAA（トリプルA）→AAA-GOLD（名古屋テレビ）
- 未来者（テレビ朝日）
- オールナイトフジR（フジテレビ）
- ビッグ・ウェンズデイ（MBS製作TBS系）
- 東京ラブパラダイス（TBS系）
- NETWORK LIVE（東京MXテレビ、2006年）
- DANCE@TV（テレビ東京、2011年）
- 踊る!さんま御殿!!（日本テレビ、2011年）
- HEY!HEY!HEY!（フジテレビ、2011年）
- クイズ☆タレント名鑑（TBS、2011年）
- PON!（日本テレビ、2011年）
- スッキリ!!（日本テレビ、2011年）
- Coming Soon!!（TBS、2011年）
- 人志松本のすべらない話（フジテレビ、2011年）
- 1番ソングSHOW（日本テレビ、2011年）
- 芸能人アカペラ選手権 ハモネプスターリーグ（フジテレビ、2012年）
- ノンストップ!（フジテレビ、2014年）
- 開運!なんでも鑑定団（テレビ東京、2019年7月29日）
- 乃木坂スター誕生!（2021年5月11日、日本テレビ）

### テレビドラマ
- さよなら三角（1983年、フジテレビ） - 犬山 役 ※近藤伸明名義で出演
- 3番テーブルの客（1997年、フジテレビ）
- 池袋ウエストゲートパーク（2000年、TBS系） - 京極会会長・蓮沼 役
- 金田一少年の事件簿 第3シーズン 第1話・第2話「幽霊客船殺人事件」（2001年7月、日本テレビ） - 加納達也 役

### 映画
- ブルージーンズ メモリー（1981年） - 神父 役 ※近藤伸明名義で出演
- 中指姫 俺たちゃどうなる?（1993年）
- 鉄と鉛（1997年、東映）
- まむしの兄弟（1997年）
- 劇場版ジャングル大帝（1997年）
- ケイゾク/映画 Beautiful Dreamer（2000年） - TBS局内の人たち
- 風が通り抜ける道（2024年1月、沖縄県後援、イオンエンターテイメント）-  DJ天童 役

### テレビアニメ
- サウスパーク（シェフ）※WOWOW版[注 2]

### CM
- ピザーラ「705」（1993年）
- 日本コカ・コーラ「爽健美茶」 - 道端アンジェリカと共演（2010年）

## 書籍
- WON'T BE LONG バブルと泳いだ人生（2025年5月21日、講談社）ISBN 978-4-06-538140-3